# هاورد فنسنت أوبراين
هاورد فنسنت أوبراين (بالإنجليزية: Howard Vincent O'Brien)‏ (1888 - 1947)؛ صحفي وروائي أمريكي.